# 디나미스
디나미스(그리스어: δυναμις,dynamis)는 아리스토텔레스가 에네르게이아의 대개념으로 쓰이는 술어이다. 가능태(可能態)라고도 한다.